# آنخلو پرسیادو
آنخلو پرسیادو (اسپانیایی: Ángelo Preciado‎؛ زادهٔ ۱۸ فوریهٔ ۱۹۹۸) بازیکن فوتبال اهل اکوادور است.
از باشگاه‌هایی که در آن بازی کرده‌است می‌توان به باشگاه فوتبال ایندپندینته دل‌وایه اشاره کرد.
وی همچنین در تیم‌های ملی فوتبال زیر ۲۰ سال اکوادور و اکوادور بازی کرده‌است.